# Glaubitz (Adelsgeschlecht)

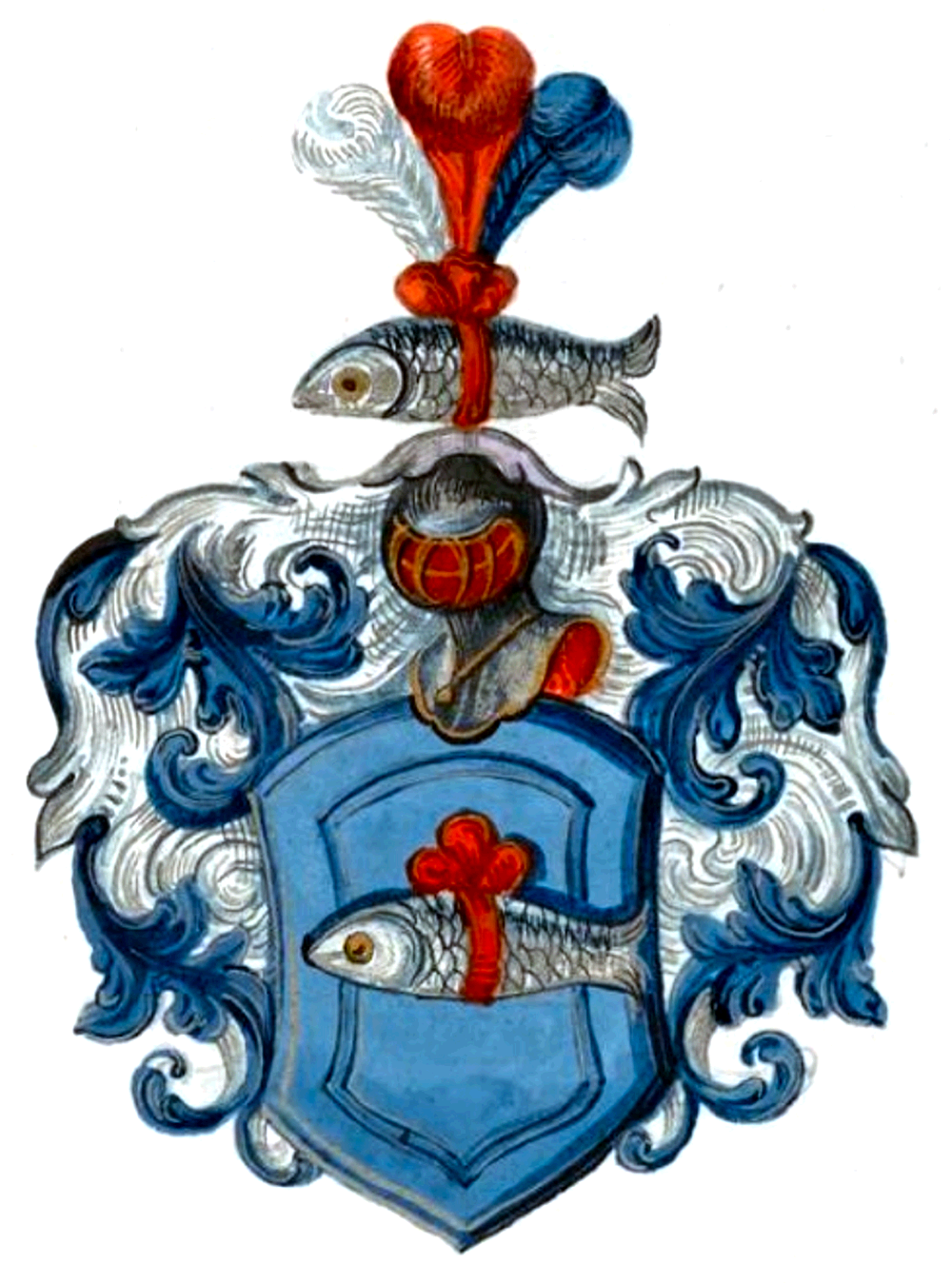
Wappen derer von Glaubitz

Glaubitz ist der Name eines meißnischen Uradelsgeschlechts mit dem gleichnamigen Stammsitz Glaubitz bei Langenberg an der Elbe, der mit Berthold von Glaubitz am 18. März 1275 zuerst erscheint und bereits vor 1343 in der Grafschaft Glatz ansässig war. König Johann von Böhmen belehnte den Familienzweig auf Mittelwalde am 14. Februar 1346 mit der Herrschaft Karpenstein in der Grafschaft Glatz. Im 16. Jahrhundert besaß die Familie das königlich böhmische Lehen Casell in der Niederlausitz. Werner und Heintze von Glaubitz waren 1468 bzw. 1473 königlich böhmische Erbvögte von Beuthen. Die genealogischen Zusammenhänge der vier, im 18. Jahrhundert erloschenen freiherrlichen Linien derer von Glaubitz im böhmischen Herrenstand sind nicht hinreichend erforscht und wurden in der älteren Fachliteratur oft unrichtig dargestellt oder nicht auseinandergehalten. Allen gemeinsam ist das Stammwappen mit dem schrägrechts gestellten Fisch.

## Geschichte

### Herkunft
Erstmals erwähnt wurde das Geschlecht mit Berthold von Glaubitz in einer am 18. März 1275 datierten Urkunde. Das gleichnamige Stammhaus Glaubitz gehört heute zur Verwaltungsgemeinschaft Nünchritz in Sachsen. Der Ort ist unter dem westslawischen Namen Glubozk erstmals im Jahr 1271 urkundlich belegt. Vermutlich stand auf diesem Rittergut ursprünglich eine Wasserburg. Als ältester Eigentümer wird der 1275 erscheinende Ritter Berthold von Glaubitz benannt. Die Herrschaft Glaubitz blieb bis zum Anfang des 14. Jahrhunderts in Familienbesitz derer von Glaubitz. 1303 erwarb es der Ritter Bernhard von Kamenz.

#### Herkunftsage zur Entstehung des Namens Glaubitz
Der Ahnherr derer von Glaubitz soll als Knappe seinen Kaiser einst in den Krieg begleitet haben. In trauter Vorsorge hat er über die Sicherheit seines Herrn gewacht. Als letzterer bei einem Gefecht sich zu sehr der feindlichen Gefahr aussetzte, warnte ihn der Diener. Doch fanden seine Ermahnungen nur ein Lächeln als Erwiderung. Da bat ihn der Knappe mit den Worten „Glaubitz“ (Glaub jetzt) nochmals um Beachtung seines wohlgemeinten Ratschlages, als eben ein Kriegshauptmann an seiner Seite durch einen Armbrustschuss getötet wurde.
Nach der Schlacht empfing der treue Diener von des Kaisers Hand den Ritterschlag und zum immerwährenden Andenken an jene Stunde den Namen Glaubitz, welcher heute noch anzutreffen ist.

### Ausbreitung und Besitzungen
Von der Markgrafschaft Meißen aus gelangten die Glaubitz Ende des 13. Jahrhunderts ins schlesische Herzogtum Glogau, wo erstmals am 5. März 1302 Heinrich von Guboczk urkundlich belegt ist. In der unmittelbar zu Böhmen gehörenden Grafschaft Glatz wird der Ritter Otto von Glubos am 5. Januar 1316 erstmals in einer Urkunde genannt.
Die Familie teilte sich in die Häuser zu Alt[en]gabel (heute Stara Jabłona, Ortsteil von Waltersdorf) und Brieg (heute Ortsteil von Herrndorf, beides im Herzogtum Glogau) und benannten sich auch nach ihrem Wappenbild. Die zu Altengabel führten in Blau einen rechtsgekehrten liegenden Karpfen in ihrem Wappen, die zu Brieg den Karpfen mit einem roten Band. Erstere nannten sich die Ungebundenen und letztere die Gebundenen.
Die Stammreihe des Stammes Altengabel beginnt mit Balthasar von Glaubitz, der ab 1356 urkundlich erscheint. Stammvater des Stammes Brieg ist der von 1446 bis 1475 in Urkunden genannte Georg von Glaubitz. Zum Haus Altengabel gehörten die Linien zu Groß- und Kleinwalditz und zu Großkrausche. Das Haus Brieg begründete die Linien zu Kuttlau, Baunau, Dalkau, Langhermsdorf und Seppau. Neben diesen Stammgütern besaß die Familie in vielen Teilen Schlesiens ausgedehnten Grundbesitz, der aber nicht gehalten werden konnte. Bereits im 14. Jahrhundert waren auch ansehnliche Güter in der Grafschaft Glatz in deren Besitz, die sie im Jahr 1343 an den Prager Erzbischof Ernst von Pardubitz verkauften. Erster bekannter Besitzer der Burg Karpenstein, als Carpenstein erstmals erwähnt, bei Landeck in der Grafschaft Glatz, war Thamo von Glaubitz (auch Glubos), der 1337 verstarb. Von König Johann von Böhmen erhielten die Brüder Otto, Reinczko und Nikolaus von Glubos die Burg mit den Erbgerichten in Landeck zu Lehen. Einer Überlieferung nach soll der Name der Burg auf das Wappenbild der Glaubitz, ein Fisch bzw. Karpfen, zurückgehen. Der Besitz wurde 1352 an Mersan von Pachowitz verkauft.
Angehörige aus der elsässischen Linie des Stammes Altengabel wurden am 13. Juli 1660 zu Oberkirch in die Reichsritterschaft im Ritterkanton Ortenau des schwäbischen Ritterkreises aufgenommen. Am 22. Februar 1759 zu Straßburg erfolgte auch deren Aufnahme in die unterelsässische Reichsritterschaft. Dort waren sie bereits seit 1680 angesessen.
Das Geschlecht hat bedeutende Angehörige hervorgebracht. Wolf von Glaubitz auf Kasel (Casel) im heutigen Kasel-Golzig, stand 1635/36 als Oberst der Kavallerie (sein Regiment umfasste im September 1635 noch acht Kompanien) unter Banérs, 1637 unter Alexander Leslies Befehl in schwedischen Diensten. Oxenstierna hatte Sperreuter Verstärkung durch zwei Regimenter unter Glaubitz zugesagt. Oswald von Glaubitz (* 1607 in Klein-Wangen in Schlesien; † 1671 in Straßburg) wurde kurpfälzischer Oberst. Johann Gottfried von Glaubitz starb 1726 als königlich preußischer Oberstleutnant. Sein Sohn aus der Ehe mit Helene von Uslar, Christian Gottfried von Glaubitz, wurde kurbraunschweigischer Oberstleutnant.
Aus dem Stamm Brieg kam Christoph Franz von Glaubitz, in dessen Besitz bzw. Teilbesitz die Stadt Dyhernfurth an der Oder war. Ein Major von Glaubitz aus dem Stamm Brieg diente 1806 im Dragoner-Regiment von Voss und wurde später Oberst und Brigadier der Landgendarmerie. Ein Sohn von ihm, der mit Auszeichnung an den Feldzügen während der Befreiungskriege teilnahm, starb als Justizrat in Breslau.
Aus dem Stamm Altengabel kam August Siegmund von Glaubitz, der in königlich französische Dienste trat. Er starb 1727 zu Versailles als Oberst des königlich französischen Regiments Elsass. Aus seiner 1711 geschlossenen Ehe mit Marie Jacobe Wurmser von Vendenheim (* 1689; † 1771) kam Baron Christian Sigismund (* 1711; † 1765), der königlich französischer Generalleutnant wurde. Als französischer General kämpfte er im Siebenjährigen Krieg 1760 in Hessen im Gefecht bei Emsdorf mit seinen französischen und auch deutschen Regimentern gegen eine Allianz von Hessen, Briten und Hannoveranern. Selbst nachdem seine Lage aussichtslos geworden war, schlug er eine Kapitulation aus und wurde schließlich gefangen genommen. 1749 hatte er Octavie Friederike Franziska von Landsperg (* 1725; † 1804) geheiratet. Das Paar hatte vier Töchter und einen Sohn. Die Töchter gründen 1841 in Straßburg eine Ordensgemeinschaft für verarmte Mädchen und Waisen (Kreuzschwestern vom Rochusberg). Sohn Christian Friedrich (* 1759; † 1845) wurde Offizier in der französischen Armee. Mit dessen Söhnen Gallus (* 1799) und Franz Theodor (* 1802) gelangte die Familie in das Großherzogtum Baden. Gallus von Glaubitz starb 1871 als großherzoglich badischer Kammerherr. Sein Sohn Gallus von Glaubitz (1852–1924) wurde königlich preußischer Leutnant im Kürassier-Regiment Nr. 8 und später Oberst im Kürassier-Regiment Seydlitz. Franz Theodor von Glaubitz starb 1865 als großherzoglich badischer Oberst. Dessen Sohn Alfons von Glaubitz († 1877) wurde Offizier in der kaiserlich österreichischen Armee. Ab dem 20. Februar 1850 galt das großherzoglich badische 3. Reiter-Regiment mit seinen vier Schwadronen in Bruchsal unter seinem ersten Regimentschef, Major Freiherr von Glaubitz und Altengabel, als aufgestellt. Er blieb dessen Kommandeur bis 1855. Ebenfalls aus dem Stamm Altengabel kam Georg Rudolph von Glaubitz (1673–1740), königlich preußischer Generalleutnant und Ritter des Ordens de la Générosité. Am 21. September 1731 wurde er als Oberst Chef des 1672 errichteten preußischen Infanterie-Regiments Nr. 4, der er bis zum 7. September 1740 blieb. Er starb am 1. Oktober 1740 zu Kolberg.

### Standeserhebungen

#### Stamm Altengabel
Die gesamte elsässische Linie aus dem Stamm Altengabel erhielt am 6. August 1773 zu Compiègne eine französische Anerkennung des Freiherrenstandes (Baronats). Der aus dieser Linie kommende Ferdinand Freiherr von Glaubitz, königlich preußischer Leutnant im 1. Badischen Leibgrenadierregiment 109, erhielt am 8. August 1896 zu Karlsruhe eine badische Anerkennung zur Führung des Freiherrentitels.
Die Brüder Balthasar Abraham, Christoph Ferdinand und Carl Sigmund von Glaubitz aus der schlesischen Linie des Stammes Altengabel erhielten am 12. Mai 1728 zu Laxenburg den böhmischen Herrenstand. Die aus dieser Linie kommenden Brüder Franz Erdmann und Caspar Friederich von Glaubitz wurden am 14. April 1736 zu Wien in den böhmischen Freiherrenstand erhoben.

#### Stamm Brieg
Aus der Linie Langhermsdorf des Stammes Brieg erhielt Christoph Franz von Glaubitz am 13. April 1699 zu Wien den böhmischen Herrenstand.
Johann Georg von Glaubitz aus der Linie Baunau des Stammes Brieg wurde am 26. November 1700 zu Wien den böhmischen Freiherrenstand erhoben.

## Wappen

### Stammwappen Stamm Altengabel
Das Stammwappen zeigt in Blau ein rechtsgekehrten, quergelegten, silbernen Karpfen. Auf dem Helm mit blau-silbernen Decken der Karpfen vor drei (Farbfolge Rot, Silber, Blau) Straußenfedern (ursprünglich sieben abwechselnd silbern und blaue Hahnenfedern).

### Stammwappen Stamm Brieg
Das Stammwappen zeigt in Blau ein rechtsgekehrten, quergelegten silbernen Karpfen um den Leib eine rote Binde. Auf dem Helm mit blau-silbernen Decken, der Karpfen vor drei (Farbfolge Rot, Silber, Blau) Straußenfedern.

### Freiherrliche Wappen
Das freiherrliche Wappen des Stammes Altengabel, verliehen 1736, zeigt in Blau ein rechtsgekehrten silbernen Karpfen. Das Wappen hat zwei Helme mit blau silbernen Helmdecken, darauf je ein einwärtsgekehrter silberner Karpfen. Auf dem rechten vor drei (Farbfolge Blau, Silber, Rot), auf dem linken vor drei (Farbfolge Rot, Silber, Blau) Hahnenfedern.
Das freiherrliche Wappen des Stammes Brieg, verliehen 1700, ist geviert und belegt mit einem blauen Mittelschild, darin ein rechtsgekehrter, quergelegter, silberner Karpfen mit roter Binde. 1 und 4 in Schwarz ein gekrönter goldener Löwe, 2 und 3 in Gold ein grüner Eichenkranz. Das Wappen hat zwei Helme. Auf dem rechten mit schwarz-goldenen Helmdecken der Karpfen vor drei (Farbfolge Rot, Silber, Blau) Straußenfedern. Auf dem linken mit blau-silbernen Helmdecken ein Schwertarm.

### Wappengeschichte
Die älteste Wappenabbildung, im Schild ein rechtsgekehrter Fisch, erscheint am 21. Februar 1323 und am 23. Februar 1326 an einem Siegel.

#### Wappen des älteren, sogenannten „gebundenen“ freiherrlichen Stammes
- 1699: in Blau ein schrägrechts gestellter silberner Karpfen mit roten Flossen und einer gelben Binde um den Leib, auf dem Helm mit blau-silbernen Decken der Karpfen vor drei rot-silber-blauen Straußenfedern.
- 1700: geviert und belegt mit einem Herzschild, darin der schrägrechts gestellte silberne Karpfen mit einer roten Binde in Blau. 1 und 4 in Schwarz ein gekrönter goldener Löwe, 2 und 3 in Gold ein grüner Eichenlaubkranz. Zwei Helme, rechts mit schwarz-goldenen Decken drei Karpfen vor drei rot-silb.-blauen Straußenfedern, links mit blau-silbernen Decken ein gepanzerter Schwertarm.

#### Wappen des jüngeren, sogenannten „ungebundenen“ freiherrlichen Stammes
- 1728: innerhalb eines goldenen Rand des Schildes in Blau ein schräglinks gestellter silberner Karpfen mit roten Flossen, zwei Helme mit blau-silbernen Decken mit je einem linksgekehrten silbernen Karpfen vor drei blau-silbern-roten Straußenfedern.
- 1736: in Blau ein schrägrechts gestellter silberner Karpfen mit roten Flossen (ohne Bauchbinde), zwei Helme mit blausilbernen Decken mit je einem einwärts gekehrten silbernen Karpfen vor rechts silber-b lau-roten und links rot-silber-blauen Straußenfedern.

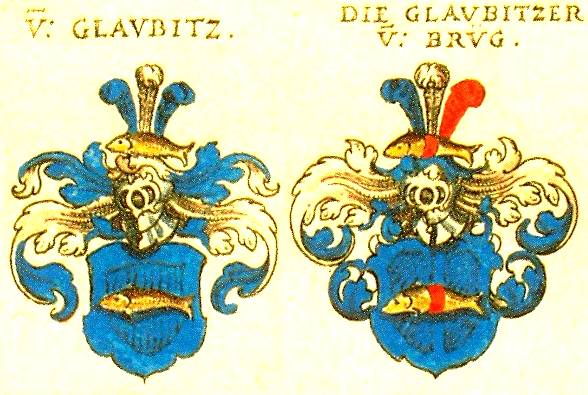
Stammwappen derer von Glaubitz zu Altengabel und zu Brieg nach Siebmacher (1605)
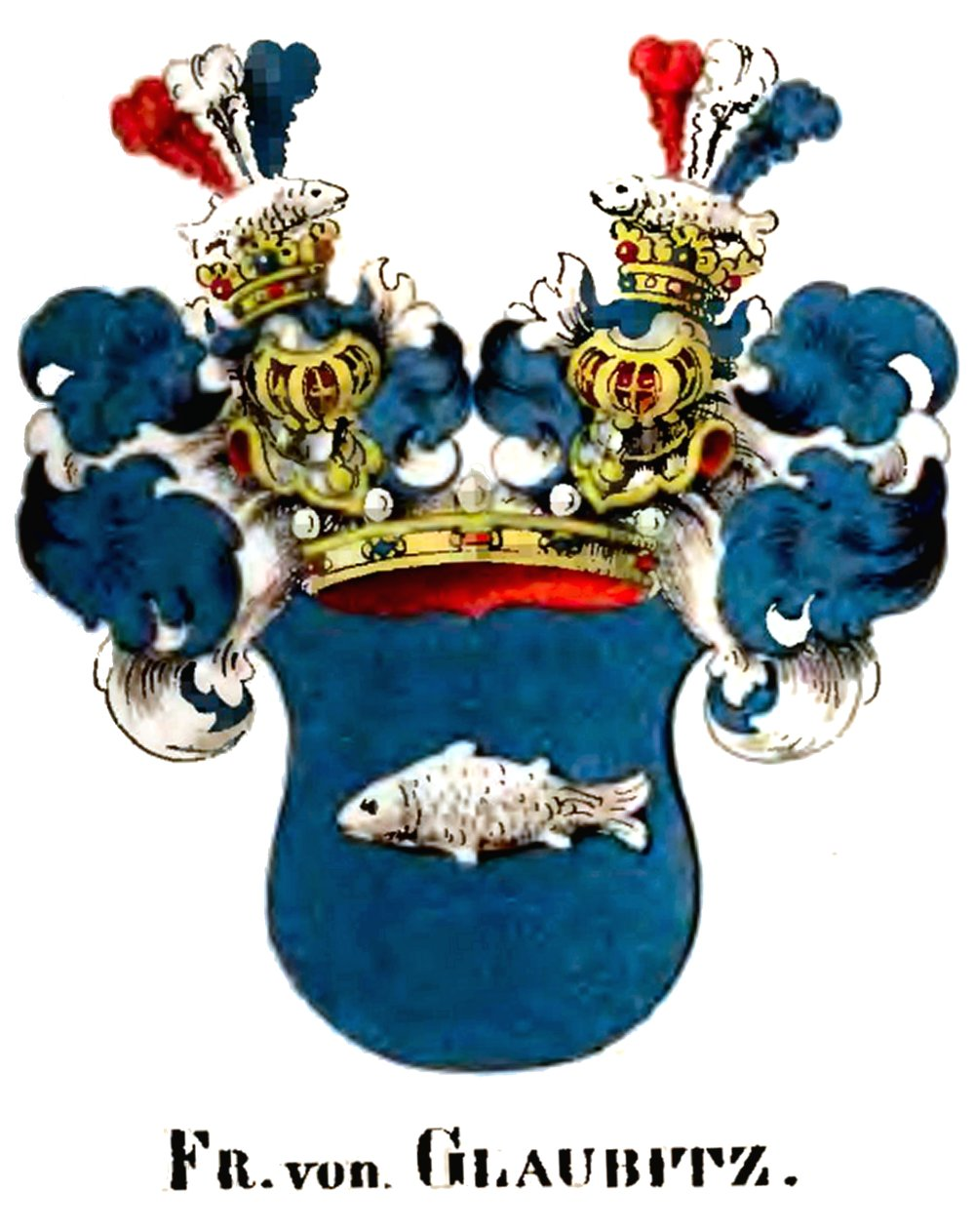
Freiherrnwappen im Schlesischen Wappenbuch von Leonhard Dorst (1847)
Wappen der Glaubicz in der polnischen Szlachta mit anderer Tingierung

## Namensträger
- Georg Rudolph von Glaubitz (1673–1740), preußischer Generalleutnant
- Johann Sigismund von Glaubitz (1764–1838), Freiherr und preußischer Generalmajor